# Неттрабюон
Неттрабюон  (швед. Nättrabyån) — річка на півдні Швеції, протікає переважно по лену Блекінге. Довжина річки становить 60 км, площа басейну  — 443,6 км² (460 км²). Середня річна витрата води — 3,8 м³/с.
На річці побудовано 2 малі ГЕС з загальною встановленою потужністю 0,314 МВт й з загальним середнім річним виробництвом 1,28 млн кВт·год.